# 2013年地中海运动会
2013年地中海运动会（土耳其語：2013 Akdeniz Oyunları）是第十七届地中海运动会。於2013年6月20日至30日在土耳其梅爾辛舉行。這是土耳其第二次主辦地中海運動會。

## 參賽國家
- 安道尔
- 阿尔巴尼亚
- 阿尔及利亚
- 賽普勒斯
- 埃及
- 法國
- 希腊
- 義大利
- 黎巴嫩
- 利比亞
- 北馬其頓（首次參賽）
- 馬爾他
- 摩納哥
- 蒙特內哥羅
- 摩洛哥
- 圣马力诺
- 塞爾維亞
- 斯洛維尼亞
- 西班牙
- 叙利亚
- 突尼西亞
- 土耳其（主辦國）

## 獎牌榜
2013年地中海運動會獎牌榜

## 外部連結
- 官方网站

| 前任者： 佩斯卡拉 | 地中海運動會 梅爾辛 2013 | 繼任者： 塔拉哥納 |